# Цекування

А — свердління; В — розточування; С — розвірчування; D — зенкерування; E, F — цекування (торцеве зенкування); G —
зенкування; H — нарізання різі

Цекування — вид механічної обробки різанням — обробка поверхні деталі довкола отвору (різновид зенкерування), призначена для утворення площини або заглиблень під голівку гвинта, шайбу, накладне кільце і т. ін. Цекування здійснюється на свердлувальних, розточувальних і ін. металорізальних верстатах.
Цекування — це обробка зовнішньої торцевої поверхні отвору або поверхні східчастого отвору під головки болтів тощо для забезпечення їх перпендикулярності до осі отвору. Цекування використовують для обробки торців отворів на верстатах свердлильно-розточувальної групи. Цекування є різновидом зенкування і виконується цековками, які мають можливість різання торцем. Цековка у своїй конструкції має напрямний елемент, призначений для орієнтації її осі у попередньо виготовленому отворі.